# Почайна (приток Волги)
Почайна — правый приток Волги, малая подземная река, текущая около стен Кремля в Нижнем Новгороде по каменной трубе, была убрана в коллектор в середине XIX века.
Вопреки распространённому мнению, в месте слияния Волги именно с Почайной, а не с Окой, был основан Нижний Новгород. В настоящее время об этой речке напоминают только название улицы Почаинской и одноимённый овраг.

## Общие сведения
В Тайницкой башне Нижегородского кремля был проход к этой реке: на случай, если крепость будут осаждать, можно было пройти к реке и набрать воды. Но до наших дней река не сохранилась, поэтому и прохода к ней через Тайницкую башню тоже нет (по неизвестным причинам был засыпан).